# Pinsà de Darwin vegetarià
El pinsà de Darwin vegetarià (Platyspiza crassirostris) és un ocell de la família dels tràupids (Thraupidae) i única espècie del gènere Platyspiza Ridgway, 1897.

## Hàbitat i distribució
Habita matolls humids i boscos de la major part de les illes Galápagos.